# Les monstres se révoltent
Les monstres se révoltent (titre original : The Black Sleep) est un film américain réalisé par Reginald Le Borg et sorti en 1956.

## Fiche technique
- Titre original : The Black Sleep
- Réalisateur : Reginald Le Borg
- Scénario : Gerald Drayson Adams et John C. Higgins
- Photographie : Gordon Avil
- Musique : Les Baxter
- Montage : John F.Schreyer
- Pays de production :  États-Unis
- Durée : 82 minutes
- Genre : Horreur, Science-fiction
- Date de sortie : 1956

## Distribution
- Basil Rathbone : Sir Joel Cadman
- Akim Tamiroff : Udu le Gitan
- Herbert Rudley : Docteur Gordon Ramsey
- Patricia Blair : Laurie Munroe
- Phyllis Stanley : Daphnae
- Lon Chaney Jr. : Docteur Monroe / Mungo
- Bela Lugosi : Casimir
- John Carradine : "Bohemund"
- Tor Johnson : Curry
- George Sawaya : sujet marin
- Sally Yarnell : sujet femme
- Aubrey Schenck : l'aide du coroner de la prison
- Claire Carleton : Carmona Daly